# اجدیر، تازا
اجدیر، تازا (به فرانسوی: Ajdir, Taza) یک منطقهٔ مسکونی در مراکش است که در تازه الحسیمه تاونات واقع شده‌است.